# Doxander vittatus
Doxander vittatus là một loài ốc biển cỡ trung bình, là động vật thân mềm chân bụng sống ở biển trong họ Strombidae, họ ốc nhảy.

## Hình ảnh

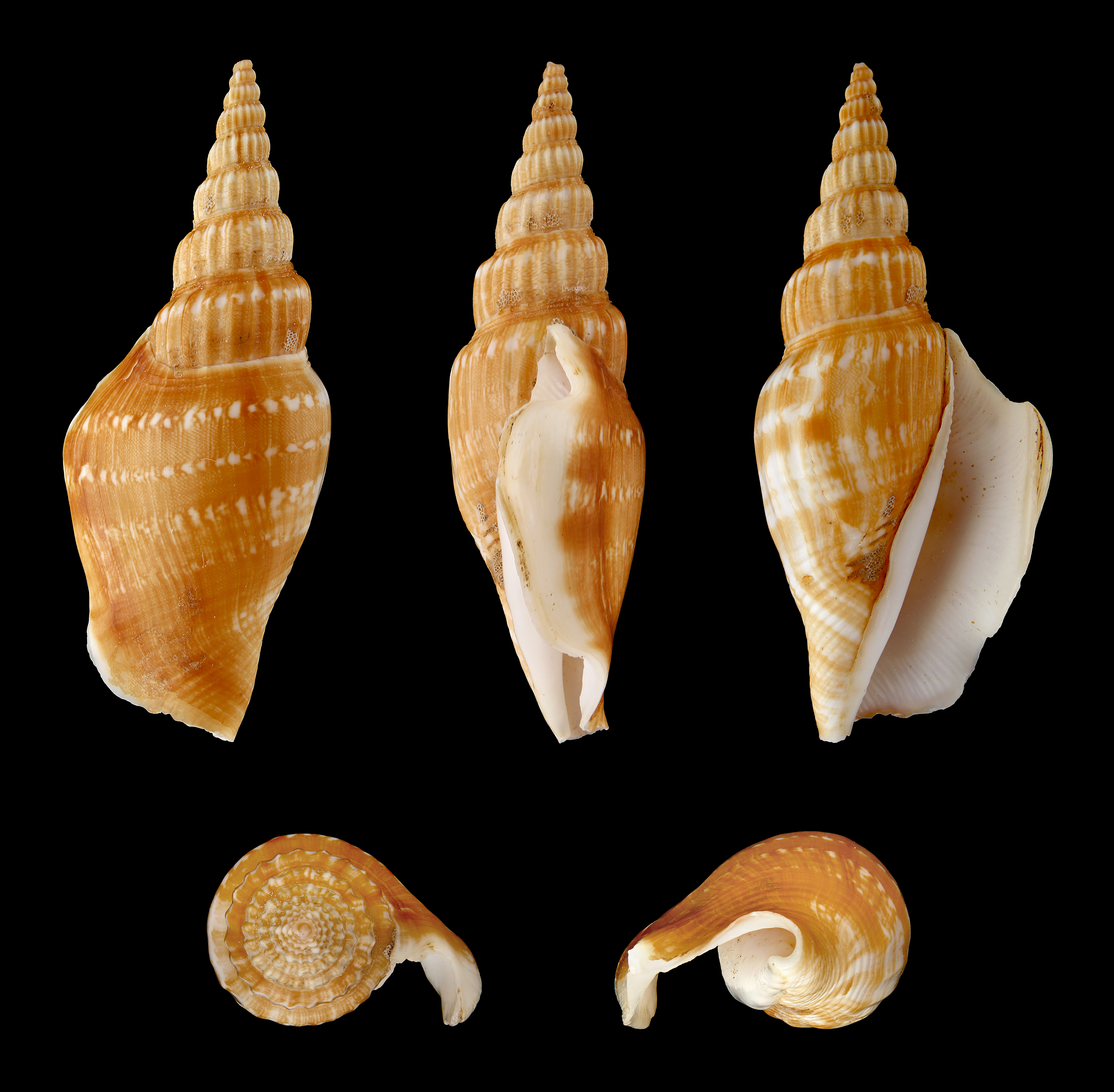